# 子不知トンネル
子不知トンネル（こしらずトンネル）は、新潟県糸魚川市の北陸自動車道・親不知IC～糸魚川IC間にあるトンネルである。

## トンネル全長
- 上り線（富山方面）：4,557m
- 下り線（新潟方面）：4,563m

## 概要
- 北陸自動車道で最も長いトンネルであり、完成当時は日本で6番目に長いトンネルであった[1]。周辺は天険・親不知子不知と呼ばれる交通の難所で、北陸自動車道でも最後に開通した区間となる。新潟側には北陸新幹線の高架橋（北陸道架道橋）が存在する。
- 換気方式は電気集塵機付縦流式、坑門型式は上りはアーチウイング、下りは面壁塗装である[2]。
- なお、当該トンネルを含む朝日～上越の区間は1,000mを越えるトンネルが多い。
- 笹子トンネル天井崩落事故を受けて、子不知トンネル（上り線）においても12月3日から緊急点検が行われた[3]。

## 歴史
- 1984年4月：着工[4]
- 1987年9月3日：貫通[5]
- 1988年7月20日：開通に伴い供用[6]。当時は暫定2車線であり、現在の上り線を使用していた。
- 2000年10月3日：下り線を供用。これにより北陸自動車道全線が4車線となった。
- 2012年12月3日 : 笹子トンネル天井崩落事故を受け、上り線の子不知トンネルにおいて、緊急点検を実施[7]。

## 隣
E8 北陸自動車道
(28)親不知IC - 子不知トンネル - (29)糸魚川IC

## ギャラリー

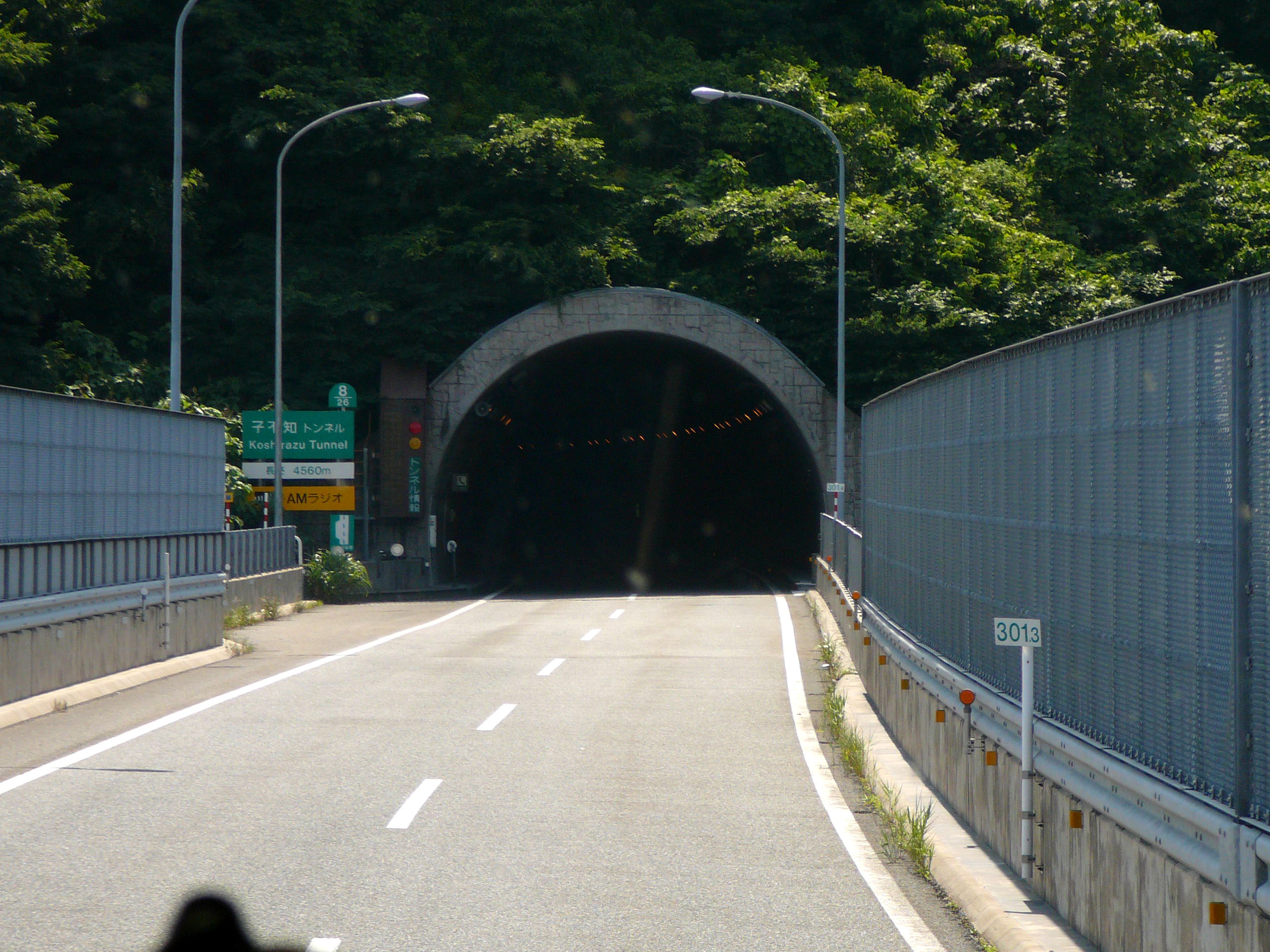
下り線の入口
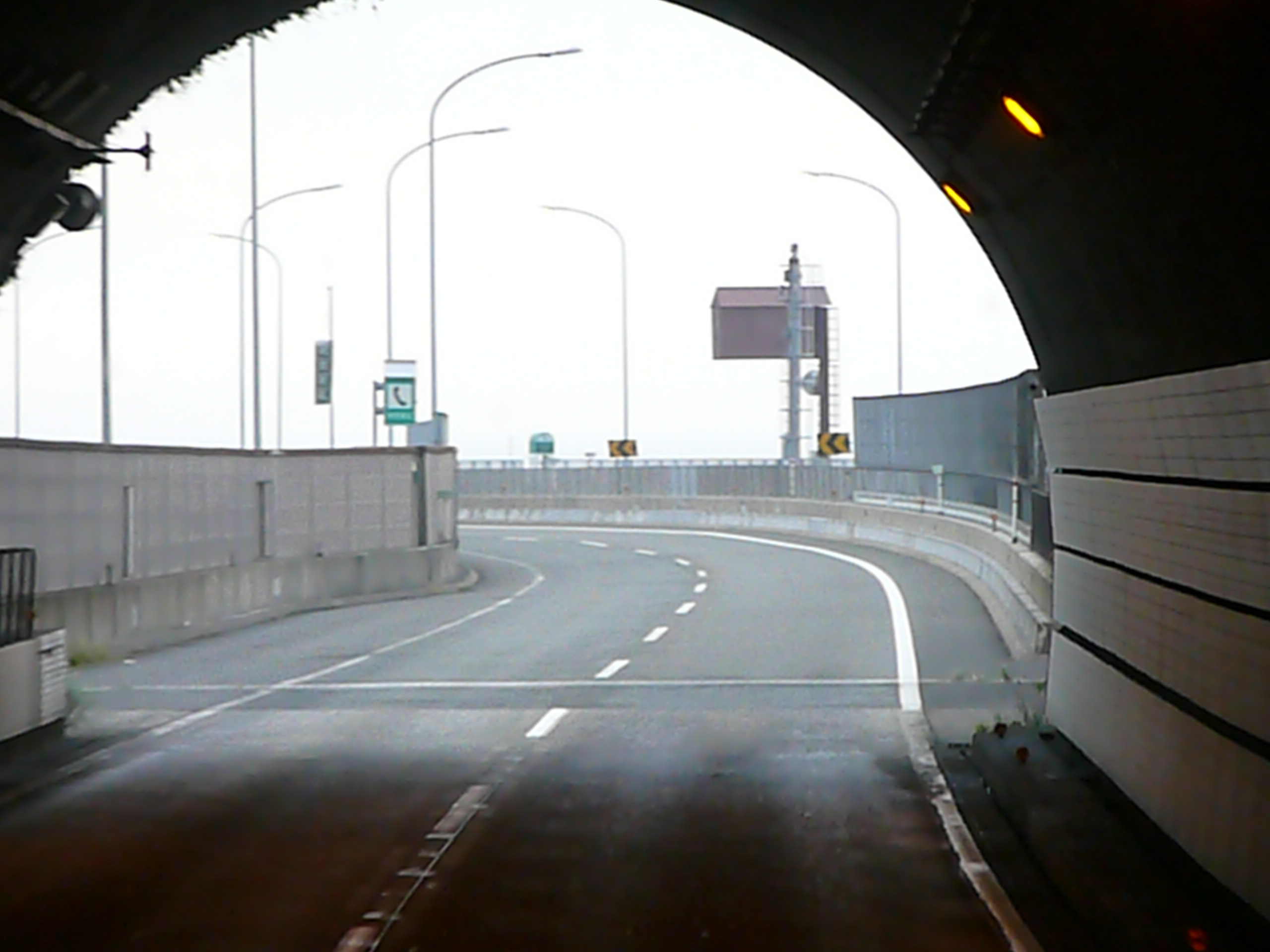
上り線のトンネル出口付近